# Subsecretaría de Relaciones Exteriores de Chile
La Subsecretaría de Relaciones Exteriores de Chile (Sub. RR.EE.) es la subsecretaría de Estado dependiente del Ministerio de Relaciones Exteriores, y encargada de planificar, dirigir, coordinar, ejecutar, controlar e informar de la política exterior que formule el presidente de la República, además de coordinar las actividades de los distintos ministerios y organismos públicos en aquellos asuntos que inciden en la política exterior. La subsecretaría está dirigida desde el 10 de marzo de 2023 por Gloria de la Fuente González, actuando bajo el gobierno de Gabriel Boric.
Al subsecretario respectivo le corresponde ejercer como asesor, consejero y colaborador director del ministro de Relaciones Exteriores, así como reemplazarlo en caso de vacancia o ausencia temporal en el país o viaje a alguna región.

## Subsecretarios
| Retrato | Subsecretario/a                     | Partido | Inicio                   | Final                    | Presidente                 |
| ------- | ----------------------------------- | ------- | ------------------------ | ------------------------ | -------------------------- |
|         | Raúl Rettig Guissen                 | PR      | 1940                     | 25 de noviembre de 1941  | Pedro Aguirre Cerda        |
|         | Manuel Trucco Gaete                 | PR      | 3 de noviembre de 1946   | 3 de noviembre de 1952   | Gabriel González Videla    |
|         | Fernando Donoso Silva               | PR      | 1958                     | 1962                     | Jorge Alessandri Rodríguez |
|         | Pedro Daza Valenzuela               | PR      | 1962                     | 3 de noviembre de 1964   | Jorge Alessandri Rodríguez |
|         | Enrique Bernstein Carabantes        | PDC     | 3 de noviembre de 1964   | 1965                     | Eduardo Frei Montalva      |
|         | Óscar Pinochet de la Barra          | Ind.    | 1965                     | 1968                     | Eduardo Frei Montalva      |
|         | Patricio Silva Echenique            | Ind.    | 1968                     | 3 de noviembre de 1970   | Eduardo Frei Montalva      |
|         | Aníbal Palma Fourcade               | PR      | 1970                     | 1972                     | Salvador Allende Gossens   |
|         | Luis Orlandini Molina               | PR      | 1972                     | 11 de septiembre de 1973 | Salvador Allende Gossens   |
|         | Enrique Carvallo Díaz               |         | 12 de septiembre de 1973 | 11 de julio de 1974      | Augusto Pinochet Ugarte    |
|         | Claudio Collados Núñez              |         | 11 de julio de 1974      | ?                        | Augusto Pinochet Ugarte    |
|         | Enrique Valdés Puga                 | Militar | ?                        | 18 de marzo de 1981      | Augusto Pinochet Ugarte    |
|         | Fernando Arancibia Rojas            | Militar | 18 de marzo de 1981      | 10 de enero de 1982      | Augusto Pinochet Ugarte    |
|         | Sergio Covarrubias Sanhueza         | Militar | 10 de enero de 1982      | 11 de marzo de 1990      | Augusto Pinochet Ugarte    |
|         | Edmundo Vargas Carreño              | PDC     | 11 de marzo de 1990      | 21 de junio de 1993      | Patricio Aylwin Azócar     |
|         | Rodrigo Díaz Albónico               | Ind.    | 21 de junio de 1993      | 11 de marzo de 1994      | Patricio Aylwin Azócar     |
|         | José Miguel Insulza Salinas         | PS      | 11 de marzo de 1994      | 20 de septiembre de 1994 | Eduardo Frei Ruiz-Tagle    |
|         | Mariano Fernández Amunátegui        | PDC     | 20 de septiembre de 1994 | 11 de marzo de 2000      | Eduardo Frei Ruiz-Tagle    |
|         | Heraldo Muñoz Valenzuela            | PPD     | 11 de marzo de 2000      | 7 de enero de 2002       | Ricardo Lagos Escobar      |
|         | Cristián Barros Melet               | PPD     | 15 de enero de 2002      | 11 de marzo de 2006      | Ricardo Lagos Escobar      |
|         | Alberto van Klaveren Stork          | Ind.    | 11 de marzo de 2006      | 18 de noviembre de 2009  | Michelle Bachelet Jeria    |
|         | Ángel Flisfisch Fernández           | Ind.    | 18 de noviembre de 2009  | 11 de marzo de 2010      | Michelle Bachelet Jeria    |
|         | Fernando Schmidt Ariztía            | Ind.    | 11 de marzo de 2010      | 12 de noviembre de 2012  | Sebastián Piñera Echenique |
|         | Alfonso Silva Navarro               | Ind.    | 12 de noviembre de 2012  | 11 de marzo de 2014      | Sebastián Piñera Echenique |
|         | Edgardo Riveros Marín               | PDC     | 11 de marzo de 2014      | 11 de marzo de 2018      | Michelle Bachelet Jeria    |
|         | Alfonso Silva Navarro               | Ind.    | 11 de marzo de 2018      | 10 de agosto de 2018     | Sebastián Piñera Echenique |
|         | Carolina Valdivia Torres            | Ind.    | 10 de agosto de 2018     | 6 de febrero de 2022     | Sebastián Piñera Echenique |
|         | Gloria Navarrete Pinto (subrogante) | Ind.    | 6 de febrero de 2022     | 11 de marzo de 2022      | Sebastián Piñera Echenique |
|         | Ximena Fuentes Torrijo              | CS      | 11 de marzo de 2022      | 10 de marzo de 2023      | Gabriel Boric Font         |
|         | Gloria de la Fuente González        | PS      | 10 de marzo de 2023      | en el cargo              | Gabriel Boric Font         |